# Sigrid Friis Frederiksen
|  | Flytteforslag Denne side er foreslået flyttet til Sigrid Friis. Klik her for at se flytteforslaget. |

Sigrid Friis (født Proschowsky, 20. oktober 1994) er en dansk politiker, der siden 2024 har været medlem af Europa-Parlamentet for Radikale Venstre. 
Hun er tidligere formand for Radikal Ungdom samt blogger for Altinget og BT. Hun sidder desuden i både forretningsudvalget og hovedbestyrelsen i Radikale Venstre. Hun blev i september 2023 valgt til at være Radikale Venstres spidskandidat til Europa-Parlamentsvalget i 2024.

## Spidskandidat til Europa-Parlamentsvalget 2024
Sigrid Friis blev indstillet af Hovedstadens Radikale Venstre som ny EP-kandidat i 2022. Tidligere havde Karen Melchior været opstillet i denne kreds. I 2023 annoncerede Morten Helveg Petersen, der har repræsenteret Radikale Venstre i Europa-Parlamentet siden 2014, at han ikke havde i sinde at genopstille ved det kommende valg.
På Radikale Venstres landsmøde 16.-17. september 2023 skulle de delegerede partimedlemmer vælge ny spidskandidat, og valget faldt på Sigrid Friis. Hun blev valgt foran flere prominente navne såsom Rasmus Helveg og Anne Sophie Callesen. Hun sagde efterfølgende: "Jeg tror, at de har valgt mig, fordi jeg sætter streg under, at vi er partiet for den næste generation. At klimakampen skal kæmpes af nye kræfter, og det kan jeg stå i spidsen for at løfte den opgave."

## Baggrund og uddannelse
Sigrid Friis (født Sigrid Friis Proschowsky) er født og opvokset i Hillerød. Hun dimitterede fra N. Zahles Gymnasium i 2014 og modtog samtidig Dr. Bachs mindelegat for særligt engagement i historiefaget. Hun har studeret statskundskab på Københavns Universitet og blev i 2018 bachelor i faget efter at have skrevet en opgave om unges demokratiske deltagelse i forbindelse med skolevalget.

## Politisk karriere
Sigrid Friis blev medlem af Radikal Ungdom i 2013 og fik i 2015 plads i forretningsudvalget med ansvarsområde for Internationalt Samarbejde. Hun har blandt andet deltaget i valgkampen for Demokraterne ved det amerikanske præsidentvalg i 2016. Derudover har hun engageret sig i internationalt samarbejde på tværs af partier gennem Nordiska Centerungdommens Forbund (NCF) i Norden, European Liberal Youth (LYMEC) på europæisk plan samt International Federation of Liberal Youth (IFLRY) på globalt plan.
I Danmark har Sigrid Friis vundet en 2. plads ved DM i Debat 2017. Hun har introduceret begrebet EU-fori og blev døbt "Debatfeen" af Søs Marie Seerup. Derudover er hun en debattør i aviserne og har blandt andet kritiseret kongehuset og udtrykt modstand imod burkaforbuddet.
Posten som landsformand for ungdomspartiet overtog hun i august 2017 efter Victor Boysen. Som landsformand har Sigrid Friis blandt andet fået Radikal Ungdom ind i arbejdet med FN's verdensmål. Hun blev i september 2018 udnævnt som dialogambassadør for Dansk Ungdoms Fællesråd. I denne rolle skal hun arbejde aktivt med unge for at fremme forståelse på tværs af kulturer og skal her arbejde med det uofficielle 18. verdensmål, "Styrk, inddrag og engager unge".
Sigrid Friis har vundet prisen som "Woman of Europe" fra European Movement International og the European Women’s Lobby. Hun vandt prisen for sit arbejde med at engagere unge i Europa i Danmark og for at lege med retorikken om EU.
Siden 2017 er Sigrid Friis desuden blevet fulgt af videodokumentaristen, Lise Birk Pedersen, til et generationsportræt af unge politikere.

## #Enblandtos og 2. bølge af MeToo i Danmark
I 2020 tog Sigrid Friis, Freja Fokdal, Maria Gudme og Camilla Søe initiativ til #enblandtos. Bevægelsen #enblandtos referer til 322 kvinder på tværs af politiske partier, der underskrev et debatindlæg om sexisme i dansk politik. Indlægget samt 79 anonyme vidnesbyrd om grænseoverskridende adfærd blev bragt i Politiken d. 25. september 2020.  De fire initiativtagere beskrev det således at opråbet skulle slå fast, at sexisme eksisterer i de politiske partier, og at det er et fælles problem, der kræver handling.  #enblandtos ses som en del af 2. bølge af MeToo i Danmark, der blev startet ved en tale af Sofie Linde ved Zulu Comedy Galla.